# Kepa Junkera
Kepa Junkera (Bilbau, Euskadi, Espanha em 10 de abril de 1965) também conhecido como "Kepa Junquera" é um músico e compositor basco. Mestre da trikitixa, ganhou em 2004 o prémio Grammy Latino de Melhor Álbum Folk pelo seu disco K.

## Origens
Kepa Junkera nasceu no município de Bilbau, capital da província de Biscaia, na Comunidade autónoma do País Basco (Euskadi), na Espanha. Exemplifica, atualizando, o carácter viageiro e aventureiro do povo basco. Como os velhos arrantzales (pescadores), conquistadores e missioneiros, o artista basco enviou ao vento a vela de seu triki (acordeão diatônico) para viajar pelos cinco continentes para se tornar o músico mais internacional que deu Euskal Herria. A sua árvore geneológica mais próxima, o aitite (avô) e sua ama, cresceu forte e bem alimentado pela tradição da música em euskera, os bailes de romaria e acordeão e pandeiros aprendidos em grupos de dança de conveniência. De seu bairro, Rekalde, o que já homenageou o primeiro disco, um trabalho compartilhado lançado em 1987 em que incluiu "Mugarik Gabe", um instrumental clarividente que poderia se traduzir por "sem fronteiras". O rapaz já tinha claro na época.
Após a estréia com Kepa, Zabaleta eta Motriku, repleto de ritmos folclóricos bascos (arin arin, fandangos, xotas...) mas que já incluía composições originais de Kepa, este músico autodidata ampliou os horizontes dos seus gostos da música popular mais próxima ao jazz. Retirou-se um pouco a txapela (boina) para ver mais longe, deixando para a historia os discos Triki Up (1990) e Trikitixa Zoom (1991). Ainda que são tempos de aprendizagem, já por então resultava complicado seguir os velozes dedos de Kepa desenhando ritmos frenéticos sobre as teclas da triki.
Como todos os músicos inquietos, o passo seguinte, Kalejira Al-Buk (1994), supõe, com o passo do tempo, toda uma curiosidade na sua avultada discografia, já que os sons de raiz abrem-se à eletricidade de guitarras, baixos elétricos e teclados numa espécie de Folk-rock com contribuições vocais em inglês e com entrada de músicos estrangeiros como David D. Passinghan e de reputados escritores e improvisadores bascos como Jon Sarasua, Andoni Egaña ou Edorta Jiménez.
Kepa ia cumprindo os seus sonhos, desde conhecer ao seu admirado José Iríbar, porteiro do Athletic Club, a colaborar regularmente com os seus admirados Oskorri ou ganhar a Mostra de Folk Estatal para Novos Intérpretes. Os seus dois discos seguintes, Trans Europe Diatonique (1992) e o acústico e sensível Lau Eskutara (1995), gravados junto ao inglês John Krikpatrick e o italiano Riccardo Tessi no primeiro caso, e com o mago das cordas, o português Julio Pereira no segundo, o puseram em contato com artistas estrangeiros e o encaminham a gravar a primeira das suas obras essenciais.

## Confirmação

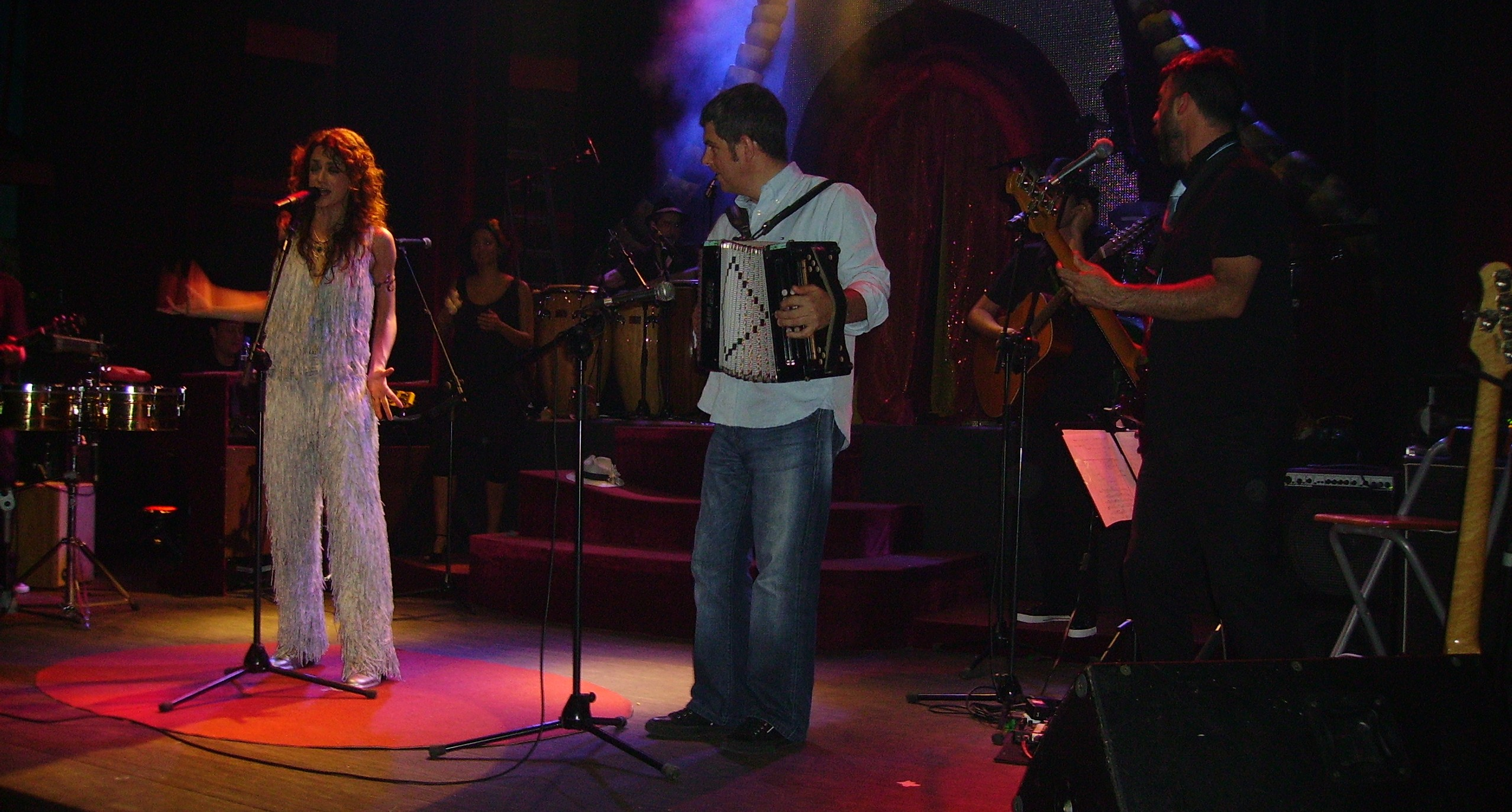
Kepa Junkera em 13 de Junho de 2008.

O seu trabalho Bilbao 00.00 h (1998) converteu-se em um marco pelas vendas alcançadas desde um selo independente como Resistencia. Além disso, obrigou-o a colher a mala semana sim e semana não. É um disco duplo que professa seu amor à cidade natal. "Bilbao..." é o disco da expansão internacional de Kepa em uma dupla vertente: a comercial e a artística. O álbum, que incluía o popeiro "Del Hierro a Madagascar", cantado por Pedro Guerra, supõe, além do seu salto definitivo á "world music", uma aperta solidaria e enriquecedora aos sons de metade do mundo, das Canarias ao Mediterrâneo, Québec, Europa Central, África, Portugal, Galiza, Irlanda, etc.
Junkera colocou Bilbau no mapa em um labor de promoção só comparável á realizada pelo Museu Guggenheim Bilbao. A sua projeção continuou com o trabalho posterior, Maren (2001), dedicado a uma das suas filhas, já gravado junto a uma multinacional e que supôs a confirmação internacional graças ao ritmo contagioso de canções como "Bok-Espok" e "Ny Hirahira", onde o basco alia-se com os ares folclóricos da Armênia, Bulgária ou Albânia. Com dois Discos de Ouro nas alforjas e uma nomeamento ao Latin Grammy Awards em 2002 por Maren, Kepa começa a ter o seu ponto de residencia entre Biscaia e os hoteis da metade do mundo. Qualquer festival de world music dos cinco continentes que se prece seguro que contou com Junkera nos últimos anos, mais ainda lança o álbum K (2003), disco em gravado direto no Teatro Arriaga, junto aos seus amigos, que resume quase duas décadas de inquieta atividade musical e que conquistou o Grammy Latino por Melhor Álbum Folk, e que lhe permitiu publicar o primeiro DVD da sua carreira. O seu último disco é Hiri (2006), um novo "giro de torcer", e jornada incansável por várias cidades do mundo, mas que não fez mais que começar.
A música de Kepa foi usada pela Companhia Nacional de Dança para uma coreografia realizada pelo seu diretor, Nacho Duato; o Museu do Vinho de Olite nas suas visitas guiadas; múltiplas "cunhas" de Rádio Euskadi, ou em discos selecionados por Pedro Almodóvar. Conta também com uma discografia compartilhada na que destacam suas duplas com o seu bom amigo Ibon Koteron, com que gravou dois discos de recuperação do som ancestral da alboque, o imprescindível Leonen Orroak (1996) e o mais recente Airea (2004), onde aportou o seu labor como compositor, intérprete e produtor, tarefa esta última na que cobrou reconhecimento em trabalhos de Oskorri e no lançamento do duo de txalapartaris que o acompanham nos últimos anos, Oreka TX, com seu disco Quercus Endorphina.

## Colaborações
Junkera realiza também um amplo trabalho como docente em Musikene, o Centro Superior de Música do País Basco, que teve como resultado ETXAK (Euskadiko Txalaparta Konpania), um projeto para impulsar a Txalaparta (instrumento rítmico basco de madeira).
Artista internacional, Kepa, apesar do sucesso, continua humilde e próximo, o que facilitou que se envolver em seus discos ou em projetos compartilhados com músicos de todos os estilos e condição, desde María del Mar Bonet a Justin Vali, Hedningarna, La Bottine Souriante, Phil Cunningham, Liam O´Flynn, Oskorri, Béla Fleck, Carlos Núñez, Voces Búlgaras, Caetano Veloso, Tontxu, Andreas Wollenwaider, Hevia, Dulce Pontes ou, mais recentemente, o guitarrista Pat Metheny, com que compartiu cenário no Festival de Jazz de Vitoria-Gasteiz.
Especialmente, resultou também a participação no aclamado disco Santiago (1996), dos irlandeses The Chieftains, que foi galardoado com o Grammy em Melhor Álbum de Folk; o sua valente experiencia numa única noite junto a uma orquestra sinfônica no Festival Folk de Getxo, em 1997, que foi gravada e que permanece inédita em alguma das suas gavetas; a sua colaboração com a Banda Municipal de Bilbao; e o seu recente e populista Athletic Bihotzez (2004), disco no que professa devoção prlo clube de futebol dos seus amores em um corolário de hinos forofos, alegres, plurilingue e ecléticos compartilhados com uma multidão de músicos, desportistas e personagens da sociedade basca como Harrobiaz Harro, que só no San Mamés em todos os partidos e que reporta o prêmio para o Melhor Tema em Basco nos Prêmios da Música de 2004.
A triki de Junkera, o "fol do inferno" para alguns devido ao seu som telúrico e ancestral, segue colhendo ar e movendo corpos e emoções. A sua obra, em euskera mas aberta ao mundo, cheia de ritmos e aromas de muitas culturas, é definitivamente cosmopolita e universal, ao que orgulhosamente basca.

## Discografia
- 1986: Infernuko Auspoa - Kepa, Zabaleta eta Motriku
- 1990: Triki Up - Kepa, Zabaleta eta Imanol
- 1991: Trikitixa Zoom
- 1993: Trans-Europe Diatonique - Kepa Junkera, John Kirkpatrick e Riccardo Tesi
- 1994: Kalejira Al-buk
- 1995: Lau Eskutara - Julio Pereira e Kepa Junkera
- 1996: Leonen Orroak - Kepa Junkera e Ibon Koteron
- 1998: Bilbao 00:00h
- 2000: Tricky!
- 2001: Maren
- 2003: K
- 2004: Athletic Bihotzez
- 2006: Hiri
- 2008: Etxea
- 2009: Fandango Provença Sessions
- 2009: Kalea
- 2010: Habana Sessions
- 2010: Beti Bizi
- 2010: Herria
- 2011: Ultramarinos & Coloniales
- 2011: Ipar Haizea Kepa Junkera e "la Orquestra Simfònica de Euskadi"
- 2014: Galiza[1]